# فرانشيسكا دي لورينزو
فرانشيسكا دي لورينزو (بالإنجليزية: Francesca Di Lorenzo)‏ هي لاعب كرة مضرب أمريكية، ولدت في 22 يوليو 1997 في بيتسبرغ في الولايات المتحدة.

## وصلات خارجية
- فرانشيسكا دي لورينزو على موقع رابطة محترفات التنس (الإنجليزية)
- فرانشيسكا دي لورينزو على موقع الاتحاد الدولي لكرة المضرب (الإنجليزية)
- فرانشيسكا دي لورينزو على موقع إي إس بي إن.كوم (الإنجليزية)